# Leverett Saltonstall
Leverett Saltonstall (Chestnut Hill, 1892. szeptember 1. – Dover, 1979. június 17.) az Amerikai Egyesült Államok szenátora (Massachusetts, 1945–1967).